# Moussoro
Moussoro je grad u Čadu. Sjedište je regije Barh El Gazel i departmana Barh El Gazel Sud. Nalazi se na cesti između Faya-Largeaua i N'Djamene i važno je prometno čvorište. Leži u isušenom riječnom koritu i stoga ima bujniju vegetaciju od okolnog kraja. Ima zračnu luku.
Godine 2010. Moussoro je imao 23.200 stanovnika.